# Susya (asentamiento israelí)
Susya (en hebreo: סוסיא) es un asentamiento comunitario sionista religioso israelí ilegal ubicado en el Área C de la Cisjordania ocupada (Palestina). Este asentamiento ilegal está ubicado cerca del antiguo pueblo y la sinagoga del yacimiento arqueológico de Susya, que se encuentra en la gobernación de Hebrón según el sistema administrativo palestino, y bajo la jurisdicción del Concejo Regional Har Hebron según el israelí. En 2022, el asentamiento, tenía una población de 1600 colonos. La comunidad internacional considera que los asentamientos israelíes en la Cisjordania ocupada son ilegales según el derecho internacional, pero el gobierno israelí lo niega.

## Historia

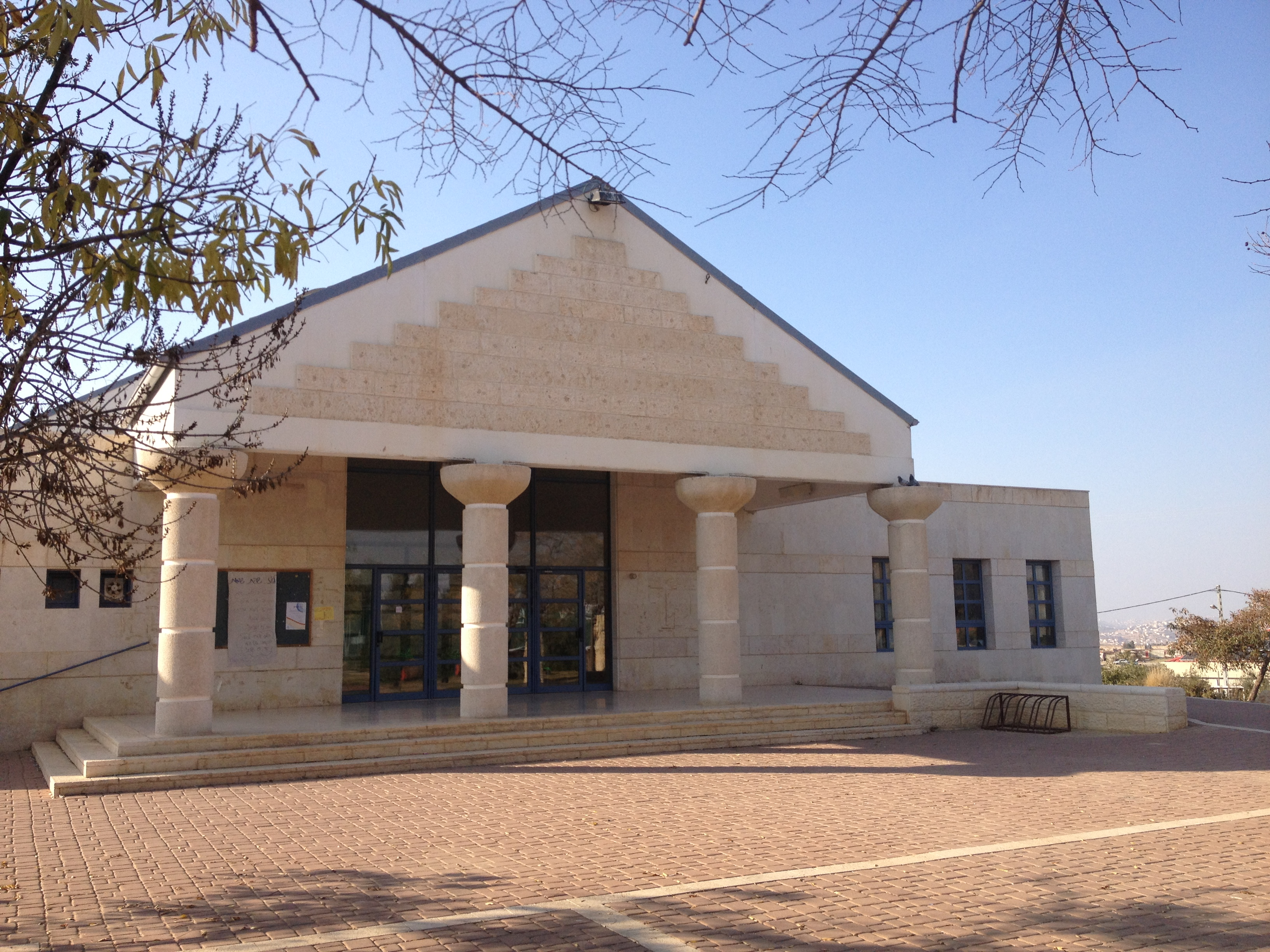
Sinagoga principal de Susya.

Entre mayo y septiembre de 1983 fue establecido un asentamiento israelí en la zona de Susya, ocupando una superficie de 1800 dunams (unas 1000 hectáreas aproximadamente). El asentamiento ilegal fue ampliado posteriormente a finales de 1999, con la instalación de 10 caravanas en cuatro dunams de tierra pertenecientes a la familia Shreiteh.  El asentamiento en 2006, tenía una población de 737 colonos.    En 1985 fue fundado el centro de turismo y educación de Susya, que ofrece excursiones y actividades en un yacimiento arqueológico cercano. El centro cuenta con un albergue turístico y una piscina.  
En 2008, fue inaugurado en las tierras de Susya, un corral de cabras y una explotación lechera avanzada, constituida como Halav Ha'aretz, Susya Dairy Ltd., con una inversión inicial de 3,5 millones de ILS. La explotación agrícola, producía yogur de cabra para el mercado israelí, elaborado a partir de un rebaño de 1500 cabras, 48 de las cuales podían ser ordeñadas simultáneamente.  
Muchos antiguos cristianos afrikáners, tras convertirse al judaísmo ortodoxo, se han establecido en Susya, que se ha convertido en un importante bastión para el grupo. 

## Conflicto israelí-palestino
El 23 de marzo de 1993, el ciudadano palestino Musa Suliman Abu Sabha, fue arrestado en las afueras del asentamiento de Susya por dos guardias, Moshé Deutsch y Yair Har-Sinai, porque sospechaban que estaba planeando un ataque contra los judíos.
El ciudadano palestino fue llevado preso para ser interrogado, y supuestamente apuñaló en el hombro y en la espalda a uno de los guardias, Moshe Deutsch, mientras los dos estaban en un automóvil, posteriormente, fue tirado al suelo, y fue atado de pies y manos, un colono del cercano asentamiento de Maal Hever, Yoram Shkolnik, le disparó ocho veces a sangre fría y lo mató.
Según el alto mando de las FDI, una granada de mano, supuestamente fue encontrada en posesión del detenido, aunque el periódico The Baltimore Sun, afirmaba que la supuesta granada de mano, le había sido quitada previamente, según fuentes no especificadas.
El judío Shkolnik fue arrestado y cumplió siete años y medio de prisión por el asesinato.
El 2 de julio de 2001, el cuerpo de Yair Har-Sinai, un pastor judío de 19 años de Susya que defendía el pacifismo, fue encontrado muerto de un disparo en la cabeza y el pecho por Muhammad Noor, de la cercana población palestina de Khirbet Susiya.
Una de las tres víctimas del ataque de las Brigadas de los Mártires de Al-Aqsa, que tuvo lugar en el bloque de asentamientos de Gush Etzion, el 16 de octubre de 2005, un muchacho de quince años llamado Oz Ben-Meir (del moshav de Maon) fue enterrado en el cementerio judío de Susya, en la parte sureste del asentamiento, al otro lado de la carretera 317 de la sección principal de viviendas de este asentamiento. Un amigo y él se dirigían a visitar la ciudad santa de Jerusalén cuando fue este fue asesinado. 
Según los medios de comunicación israelíes, miles de personas asistieron a su funeral y a su entierro.